# ケーリー・グラント
ケーリー・グラント（Cary Grant, 1904年1月18日 - 1986年11月29日）は、イギリス出身の俳優。

## 経歴
アーチボルド・アレグザンダー・リーチ（Archibald Alexander Leach）としてイギリスのブリストルで生まれ、混乱した不幸な幼年期を過ごす。ケーリーが9歳の時、母親が精神疾患が原因で行方不明となり、父親はケーリーに真実を話さなかった。ケーリーが母親の生存を知ったのは、ケーリーが31歳になってからのことであった。父親はケーリーが10歳の時に息子を捨て、後に別の女性と再婚してしまう。母親の失踪は、以後ケーリーの私生活（特に女性関係）や秘密主義に影響し、それはまた魅力ともなった。そのような特質はケーリーの演技に直接現れ、アルフレッド・ヒッチコック作品などで垣間見ることができる。
ケーリーはその不幸な幼年期の経験から賞賛と注目を渇望するようになり、人々の目を引きつける新しい人格を創り上げた。1918年にブリストルのフェアフィールド・スクールから放校処分を受けた後、ボブ・ペンダー演劇一座に加わる。ケーリーは一座と共に2年間のアメリカ公演旅行を行った。一座はイギリスに戻ったが、ケーリーはアメリカに留まった。ケーリーは俳優として独立し、上流階級のアクセントを混ぜたユニークなアクセントと人物像を作り出した。ブロードウェイのコメディで成功を収めた後、1931年にハリウッドでの仕事を得て、「ケーリー・グラント」の芸名を使い始めた。
1932年には早くもジョセフ・フォン・スタンバーグの『ブロンド・ヴィナス』でマレーネ・ディートリヒらと共演。1935年にはジョージ・キューカーの『男装』でキャサリン・ヘプバーンと共演。以後もジョージ・キューカー、ハワード・ホークス、ジョージ・スティーヴンス、スタンリー・ドーネンなどの監督作品で活躍した。1941年の『愛のアルバム』と1945年の『孤独な心』ではアカデミー主演男優賞にノミネートされたが、受賞はしていない。

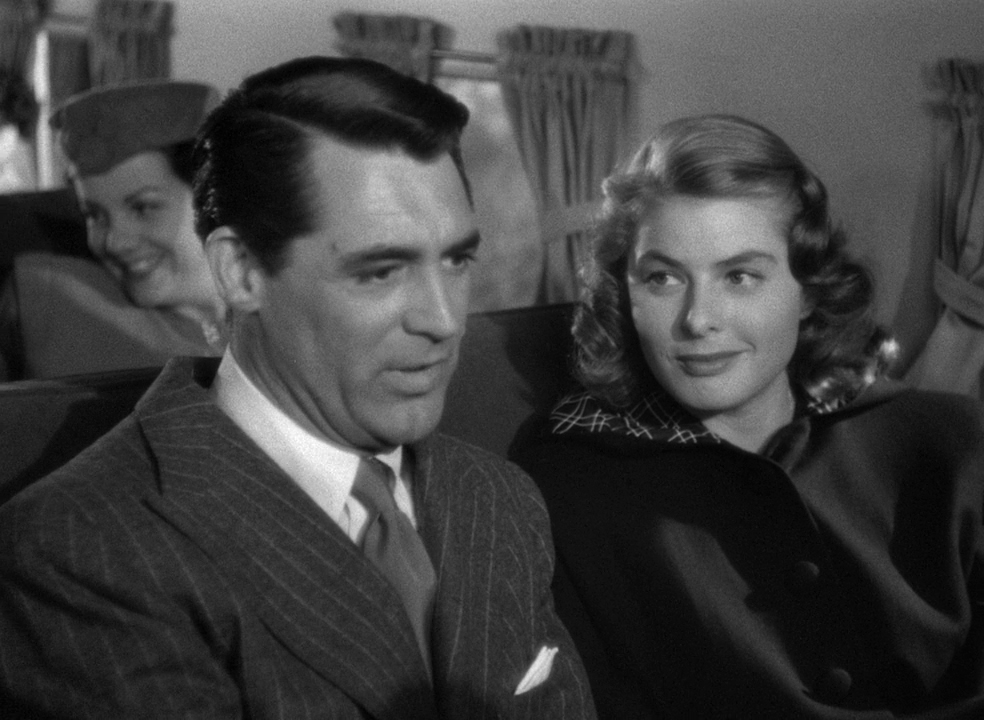
『汚名』でイングリッド・バーグマンと共に

また、アルフレッド・ヒッチコックのお気に入りで、『断崖』『汚名』『泥棒成金』『北北西に進路を取れ』の4本に出演している。
1950年代には自身の制作会社「Granart Productions」を設立し配給も手掛けた。グラントは、スタジオ・システムを抜け出して成功した初めての俳優といえる。
俳優のローレンス・オリヴィエとは同じイギリス人の誼で長年、親交があった。ケーリーは「スター」、オリヴィエは「演技派」と評され、俳優としては別々な道を歩んだが、オリヴィエはグラントのことを「映画が始まってすぐに、演出に頼らず、観客に『この人のようになりたい!』と思わせることが出来る唯一の俳優」との賛辞を送っている。
スターでありながら大変な倹約家で、レストランではなく撮影所内の食堂で食事をした。また、撮影でホテル住まいになると、会社が用意した高級ホテルをキャンセルし、格下の普通ランクのホテルに滞在。その宿泊料の差額を正確に要求した。

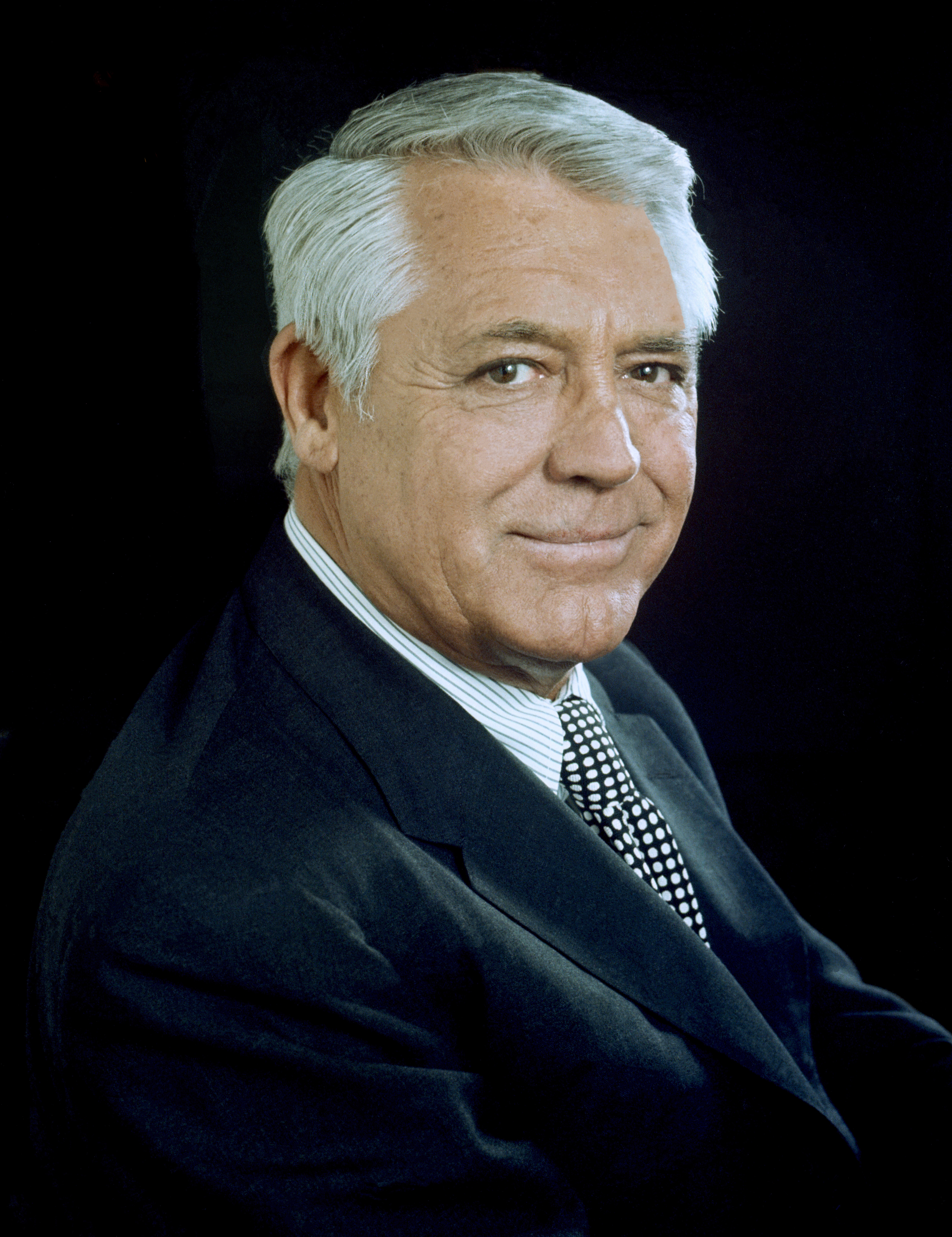
1973年

1965年10月に映画『歩け走るな!』（引退作）の日本ロケで来日し、その後1971年にも来日している。
1970年にアカデミー名誉賞を受賞。1986年、アイオワ州ダベンポートでの劇場ショーのリハーサル中に倒れ、病院に運ばれたが脳卒中で急逝した。葬儀では火葬され、遺灰はカリフォルニア州の大地に撒かれた。
ハリウッドに所在するソニー・ピクチャーズ エンタテインメント内のダビングスタジオには、グラントの名を冠した「ケーリー・グラント・シアター（ケリー・グラント・シアター）」が所在する。

## 私生活

### ランドルフ・スコットとの関係
1932年にランドルフ・スコットと出会い、12年間に渡る共同生活で友情を深めた。マーク・エリオットなど幾人かの伝記作家や当時の関係者は、彼らの関係が性的なもので、ケーリーはゲイだったと主張したが、その真偽は明らかになっていない。後にテレビのインタビューでチェヴィー・チェイスがグラントとゲイに関するジョークを発言した際、グラントは発言に対して訴えを起こしている。

### 米国市民権
1942年6月26日にアメリカに帰化し、市民権を得る。

### 5度の結婚
結婚は5回している。
1934年に女優のヴァージニア・チェリルと結婚するが翌年離婚。
1942年に裕福な社交界の名士で大富豪であったバーバラ・ハットンと結婚した。ケーリーは2度目、バーバラは3度目の結婚であった。ケーリーは彼女の息子ランス・レベンスローの義理の父親となり、その生涯に影響を与えた。バーバラとの結婚により、「コニーアイランドのアイスクリーム売りが億万長者になった!」とゴシップ紙に書かれ、「私が貧しい育ちだからこんなことを書かれるのか」と衝撃を受けた。4年で結婚生活は終わったが、その間、バーバラに支払いを頼ることは一切しなかった。生涯で7回結婚したバーバラに後年、「私の資産を当てにしなかったのは、ケーリー・グラントだけ。そして、私の資産ではなく『私自身』を見てくれた男性も彼だけだった」と言わしめた。
1949年には女優のベッツィ・ドレイクと再婚。2人はグラントの生涯で最も長い結婚生活を送ったが、1962年に離婚した。
1965年には女優のダイアン・キャノンと駆け落ちし、翌年には娘ジェニファーが生まれるが、結婚生活はすでに破綻しており、最終的には1968年に離婚した。娘の親権についてその後10年もの間争うことになる。
1981年には、長年のパートナーであった47歳年下のバーバラ・ハリスと再婚した。

## 主な主演作品
| 公開年 | 邦題 原題                                               | 役名                                     | 備考                   | 吹き替え                                                                                      |
| ------ | ------------------------------------------------------- | ---------------------------------------- | ---------------------- | --------------------------------------------------------------------------------------------- |
| 1932   | その夜 This Is the Night                                | スティーブン                             |                        |                                                                                               |
| 1932   | 明日は晴れ Sinners in the Sun                           | リッジウェイ                             |                        |                                                                                               |
| 1932   | 悪魔と深海 Devil and the Deep                           | ジャッケル                               | 別題「海底からの脱出」 | 仲村秀生                                                                                      |
| 1932   | ブロンド・ヴィナス Blonde Venus                         | ニック・タウンゼント                     |                        |                                                                                               |
| 1932   | 七月の肌着 Hot Saturday                                 | シェフィールド                           |                        |                                                                                               |
| 1932   | お蝶夫人 Madame Butterfly                               | ピンカートン                             |                        |                                                                                               |
| 1933   | わたしは別よ She Done Him Wrong                         | カミングス                               |                        |                                                                                               |
| 1933   | 鷲と鷹 The Eagle and the Hawk                           | ヘンリー                                 |                        | 田口計（東京12チャンネル版）                                                                  |
| 1933   | 妾は天使ぢゃない I'm Not Angel                          | ジャック・クレイトン                     |                        | 仲村秀生（東京12チャンネル版）                                                                |
| 1933   | 不思議の国のアリス Alice in Wonderland                  | Mock Turtle                              |                        |                                                                                               |
| 1934   | 濁流 Born to Be Bad                                     | マルコルム・トレヴァー                   |                        |                                                                                               |
| 1935   | 男装 Sylvia Scarlett                                    | ジミー                                   |                        | 井関一（東京12チャンネル版）                                                                  |
| 1936   | アメリカの恐怖 Big Brown Eyes                           | ダニー・バー                             | 別題「非情の弾痕」     | 田口計（東京12チャンネル版）                                                                  |
| 1936   | 暁の爆撃隊 Suzy                                         | アンドレ                                 |                        |                                                                                               |
| 1936   | 結婚の贈物 Wedding Present                              | チャーリー・メソン                       |                        |                                                                                               |
| 1937   | 間奏楽 When You're in Love                              | ジミー・ハドソン                         |                        |                                                                                               |
| 1937   | 天国漫歩 Topper                                         | ジョージ                                 |                        |                                                                                               |
| 1937   | 富豪一代 The Toast of New York                          | ニック・ボイド                           |                        | 北山年夫（TBS版）                                                                             |
| 1937   | 新婚道中記 The Awful Truth                              | ジェリー                                 |                        |                                                                                               |
| 1938   | 赤ちゃん教育 Bringing Up Baby                           | デヴィッド                               |                        | 矢島正明（東京12チャンネル版）                                                                |
| 1938   | 素晴らしき休日 Holiday                                  | ジョニー・ケイス                         |                        |                                                                                               |
| 1939   | ガンガ・ディン Gunga Din                                | カッター                                 |                        |                                                                                               |
| 1939   | コンドル Only Angels Have Wings                         | ジェフ・カーター                         |                        |                                                                                               |
| 1939   | 名ばかりの妻 In Name Only                               | アレック                                 | 日本劇場未公開         | 神山寛（NHK版）                                                                               |
| 1940   | ヒズ・ガール・フライデー His Girl Friday                | ウォルター・バーンズ                     |                        |                                                                                               |
| 1940   | ママのご帰還 My Favorite Wife                           | ニック                                   |                        | 矢島正明（TBS版）                                                                             |
| 1940   | 明日への戦ひ The Howards of Virginia                    | マット・ハワード                         |                        |                                                                                               |
| 1940   | フィラデルフィア物語 The Philadelphia Story             | デクスター                               |                        |                                                                                               |
| 1941   | 愛のアルバム Penny Serenade                             | ロジャー・アダムス                       |                        |                                                                                               |
| 1941   | 断崖 Suspicion                                          | ジョニー                                 |                        | 穂積隆信（TBS版） 羽佐間道夫（フジテレビ版）                                                  |
| 1942   | 希望の降る街 The Talk of the Town                       | ジョセフ                                 |                        |                                                                                               |
| 1942   | 恋の情報網 Once Upon a Honeymoon                        | パトリック・オトゥール                   |                        | 大木民夫（TBS版）                                                                             |
| 1943   | ミスター・ラッキー Mr. Lucky                            | ジョー・アダムス／ジョー・バスコポロウス |                        | 羽佐間道夫（東京12チャンネル版）                                                              |
| 1944   | 此の蟲十万弗 Once Upon a Time                           | ジェリー・フリン                         |                        |                                                                                               |
| 1944   | 毒薬と老嬢 Arsenic and Old Lace                         | モーティマー・ブリュースター             |                        | 田口計（NET版）                                                                               |
| 1944   | 孤独な心 None But the Lonely Heart                      | アーニー                                 |                        | 日下武史（東京12チャンネル版）                                                                |
| 1946   | 夜も昼も Night and Day                                  | コール・ポーター                         |                        |                                                                                               |
| 1946   | 汚名 Notorious                                          | デヴリン                                 |                        | 田口計（NET版）                                                                               |
| 1947   | 独身者と女学生 The Bachelor and the Bobby-Soxer         | ディック                                 |                        | 仲村秀生（東京12チャンネル版）                                                                |
| 1947   | 気まぐれ天使 The Bishop's Wife                          | ダドリー                                 |                        |                                                                                               |
| 1948   | ウチの亭主と夢の宿 Mr. Blandings Builds His Dream House | ジム・ブランディングス                   |                        | 金内吉男（東京12チャンネル版）                                                                |
| 1948   | 恋はかくの如く Every Girl Should Be Married             | マディソン・ブラウン                     |                        | 臼井正明（NHK版）                                                                             |
| 1949   | 僕は戦争花嫁 I Was a Male War Bride                     | ヘンリ・ロチャード                       |                        |                                                                                               |
| 1950   | 危機の男 Crisis                                         | ユジーン・ノーランド・ファーガソン       |                        |                                                                                               |
| 1951   | うわさの名医 People Will Talk                           | ノア・プレトリウス                       |                        |                                                                                               |
| 1952   | モンキー・ビジネス Monkey Business                      | バーナビー・フルトン博士                 |                        | 小林修                                                                                        |
| 1955   | 泥棒成金 To Catch a Thief                               | ジョン・ロビー                           |                        | 納谷悟朗（東京12チャンネル版） 滝田裕介（TBS版）                                              |
| 1957   | めぐり逢い An Affair to Remember                        | ニッキー                                 |                        | 田口計（NET版）                                                                               |
| 1957   | 誇りと情熱 The Pride and the Passion                    | アンソニー                               |                        | 田口計（NET版） 仁内達之（TBS版）                                                             |
| 1957   | よろめき休暇 Kiss Them for Me                           | アンディ                                 |                        | 矢島正明（日本テレビ版）                                                                      |
| 1958   | 無分別 Indiscreet                                       | フィリップ・アダムス                     |                        |                                                                                               |
| 1959   | 月夜の出来事 Houseboat                                  | トム・ウィンタース                       |                        | 中村正（東京12チャンネル版）                                                                  |
| 1959   | 北北西に進路を取れ North by Northwest                   | ロジャー・O・ソーンヒル                  |                        | 中村正（東京12チャンネル版） 井上孝雄（日本テレビ版）                                         |
| 1959   | ペティコート作戦 Operation Petticoat                    | マット・T・シャーマン                    |                        | 中村正（TBS版） 小笠原良知（日本テレビ版）                                                    |
| 1960   | 芝生は緑 The Grass Is Greener                           | ヴィクター                               |                        | 中村正（NET版）                                                                               |
| 1962   | ミンクの手ざわり That Touch of Mink                     | フィリップ                               |                        | 中村正（TBS版）                                                                               |
| 1963   | シャレード Charade                                      | ピーター・ジョシュア                     |                        | 中村正（フジテレビ版） 黒沢良（テレビ朝日版） 瑳川哲朗（日本テレビ版） 佐々木勝彦（ソフト版） |
| 1964   | がちょうのおやじ Father Goose                           | ウォルター                               |                        |                                                                                               |
| 1966   | 歩け走るな! Walk Don't Run                              | ウィリアム                               |                        |                                                                                               |

## 受賞歴

### アカデミー賞
受賞
- 1970年 アカデミー名誉賞

ノミネート
- 1942年 アカデミー主演男優賞：『愛のアルバム』
- 1945年 アカデミー主演男優賞：『孤独な心』